# Suurijärvi (sjö i Finland, lat 62,47, long 29,12)
Suurijärvi är en sjö i Finland. Den ligger i kommunerna Heinävesi och Libelits i landskapen Södra Savolax och Norra Karelen, i den sydöstra delen av landet, 300 km nordost om huvudstaden Helsingfors. Suurijärvi ligger 112,8 meter över havet. Den är 26,3 meter djup. Arean är 15,62 kvadratkilometer och strandlinjen är 66,14 kilometer lång. Sjön  ingår i Vuoksens huvudavrinningsområde.   Den sträcker sig 7,7 kilometer i nord-sydlig riktning, och 6,4 kilometer i öst-västlig riktning.
Följande öar finns i Suurijärvi:
- Matinsaari (en ö)
- Palosaari (en ö)
- Sallisensaari (en ö)
- Kumpusaari (en ö)
- Karhusaaret (en ö)
- Särkisaari (en ö)
- Haapasaari (en ö)
- Varissaari (en ö)
- Koivusaaret (en ö)
- Haninsaaret (en ö)